# Wing
Wing (v anglickém originále Wing) je třetí díl deváté řady amerického animovaného televizního seriálu Městečko South Park.

## Děj
Po tom, co Stan, Kyle, Kenny a Cartman zjistí, že Token má skvělý hlas, chtějí se stát jeho agenty, jen aby získali 10 % z jeho zisku. Záhy však začínají reprezentovat Wing, jenž je manželkou majitele restaurace City Wok.